# BasisBibel
Die BasisBibel ist eine moderne Bibelübersetzung, die von der Deutschen Bibelgesellschaft verantwortet wird.

## Grundgedanken
Die BasisBibel ist eine Bibelübersetzung, die die biblischen Texte in einer klaren, prägnanten Sprache wiedergibt und sie damit insgesamt besser verständlich machen soll. Durch kurze Sätze und klar gegliederte Abschnitte soll sie sich gut zum Lesen auf digitalen Endgeräten (z. B. Smartphone, Tablet, PC) eignen. Die besondere Anbindung an die Neuen Medien zeigt sich auch dadurch, wie Zusatzinformationen etwa zu Begriffen sowie Bilder und Landkarten mit dem Bibeltext verknüpft werden. Deshalb soll diese Bibelübersetzung besonders für Personen geeignet sein, die gewohnt sind, mit dem Internet zu arbeiten. Die BasisBibel wird als „weltweit erste Übersetzung für neue Medien“ beworben.
Sprachlich geht die BasisBibel einen Mittelweg zwischen philologischer und kommunikativer Bibelübersetzung. So legt die Übersetzung Wert auf Nähe zum Urtext und die Wiedererkennbarkeit theologischer Leitbegriffe. Diese werden aber nicht – wie bei kommunikativen Übersetzungen üblich – im Text, sondern in zusätzlichen Anmerkungen am Rand der Buchseite erklärt. Die Textverständlichkeit soll besonders durch das Verwenden kurzer Sätze unterstützt werden.
Bei bestimmten Ausgaben steht in jeder Zeile nur eine Sinneinheit. Die Herausgeber glauben, durch diese Gliederung der Informationen lasse sich der Text einfacher erfassen. Gerade schwächeren Lesern könne diese Neuerung sehr entgegenkommen.

## Erarbeitung und Veröffentlichungsgeschichte
Die Übersetzungsarbeit begann im Jahr 2003. Im Jahr 2006 wurde als erster Teil das Markus-Evangelium veröffentlicht. Seit März 2008 liegen alle vier Evangelien vor. Im Oktober 2010 wurde das restliche Neue Testament veröffentlicht. 2009 war bereits mit der Arbeit am Alten Testament begonnen worden. Die Psalmen wurden im September 2012 veröffentlicht. Die Gesamtausgabe mit Altem und Neuem Testament erschien am 21. Januar 2021.
Im Laufe der Übersetzungsarbeit konnten Interessierte als „Testleser“ ausgewählte Texte der Bibelübersetzung bewerten und Hinweise an die Übersetzerinnen und Übersetzer zurückmelden.
Die Arbeit an der Bibelübersetzung wurde unterstützt von der Arbeitsgemeinschaft der Evangelischen Jugend in Deutschland (aej), der Arbeitsgemeinschaft Missionarischer Dienste (AMD) und der Evangelischen Arbeitsstelle für missionarische Kirchenentwicklung und diakonische Profilbildung (midi), dem Bibellesebund e. V., dem Christlichen Jugenddorfwerk Deutschlands (CJD) sowie dem Jugendverband Entschieden für Christus (EC).

## Digitale und gedruckte Ausgaben
Die BasisBibel ist als Bibelübersetzung für verschiedene Medien konzipiert. Neben gedruckten Ausgaben gibt es die BasisBibel in der kostenlosen App Die-Bibel.de der Deutschen Bibelgesellschaft, als Software, E-Book, als Online-Version. Teile der BasisBibel liegen auch als Hörbuch vor. 
Bei den gedruckten Ausgaben des Neues Testaments mit Psalmen ist jede Seitenzahl in eine Internetadresse integriert, die zum Text und zu Hintergrundinformationen führt. Im Juni 2011 erschien eine Umsetzung des Neuen Testaments der BasisBibel in der Bibelsoftware-Reihe bibelmultimedial. Es folgten Apps für iPhone bzw. iPad und Android. Der Text der BasisBibel ist auch in der KonApp, der App für die Konfirmanden-Arbeit, enthalten.
Gedruckt ist die Gesamtausgabe der BasisBibel in zwei Layout-Varianten erschienen: Die Komfort-Ausgabe umfasst rund 3000 Seiten und bildet jede Sinneinheit auf einer eigenen Zeile ab. Die Kompakt-Ausgabe hat knapp 2000 Seiten; in ihr wird der Bibeltext in einem fortlaufenden, einspaltigen Blocksatz wiedergegeben. Die für die BasisBibel charakteristischen Randerklärungen sind in beiden Ausgaben enthalten.

## Bewertungen
Die Evangelische Kirche in Deutschland empfiehlt diese Bibel im Vorwort für den kirchlichen Gebrauch als „gut lesbare Bibelübersetzung insbesondere zur Erstbegegnung mit der Bibel und im Bereich der Arbeit mit Kindern, Konfirmanden und Jugendlichen“.
„Die BasisBibel leistet einen entscheidenden Beitrag, dass die Bibel auch im 21. Jahrhundert als Buch der Bücher erfahrbar wird“, erklärte Annette Kurschus, die damalige stellvertretende Ratsvorsitzende der EKD und Präses der Evangelischen Kirche von Westfalen anlässlich der Präsentation der vollständigen BasisBibel 2021. „So vertraut die Bibel in der Übersetzung Martin Luthers für viele auch heute ist, so wichtig ist es, dass insbesondere junge Menschen, denen dieser Zugang fehlt, eine Bibel lesen können, die ihre Sprache spricht“, so Kurschus weiter.
In einem ZDF-Fernsehgottesdienst wurde die BasisBibel offiziell vorgestellt und in den kirchlichen Gebrauch eingeführt. Der damalige Ratsvorsitzende Heinrich Bedford-Strohm empfahl die BasisBibel dabei ausdrücklich auch für den Gebrauch im Gottesdienst.

## LebensWorte
Als Auswahlbibel für Soldaten wurden 2015 im Niederdeutschen Bibelzentrum in Barth erstmals Texte aus dem Alten Testament von Sigurd Rink, Hans-Jürgen Abromeit und Alexander Fischer der Öffentlichkeit vorgestellt. Der Ausgabe liegen 40 Bibeltexte aus der BasisBibel zugrunde, die speziell für die Evangelische Militärseelsorge in Deutschland herausgegeben worden sind. Die Auswahl erschien als „BasisBibel.Auslese“ auch im Buchhandel.

## Auszeichnungen
- 2011: Art Directors Club: ADC-Award in Bronze in der Kategorie Buchumschläge und -Titel „ADC-Nagel“
- 2011: Art Directors Club: ADC-Award Auszeichnung in der Kategorie Produktdesign
- 2011: Cannes Lions International Advertising Festival: Goldener Löwe in der Kategorie Graphic Design & Design Crafts, Bereich „Books“
- 2011: red dot design award in der Kategorie „Editorial“
- 2011: Art Directors Club of Europe: ADCE Gold Star in der Kategorie Editorial